# Santiago Pérez (wielrenner)
Santiago Pérez Fernández (Vega de Peridiello, 5 augustus 1977) is een voormalig Spaans wielrenner.
Pérez maakte vooral furore tijdens de Ronde van Spanje van 2004, waarin hij drie etappes won (waarvan twee individuele tijdritten). Hij eindigde als tweede in het eindklassement op slechts een halve minuut van eindwinnaar Roberto Heras. Pérez testte echter positief tijdens een dopingcontrole, wat hem een schorsing van twee jaar opleverde.
In 2007 zette Pérez zijn carrière voort bij het professionele continentale team Relax-GAM. Daarna reed hij nog bij enkele kleine Portugese ploegen tot hij eind 2011 stopte met wielrennen. Eind 2012 was er sprake van dat hij zou terugkeren bij Louletano-Dunas Douradas.

## Belangrijkste overwinningen
2001
- 7e etappe Ronde van Portugal

2004
- 14e etappe Ronde van Spanje
- 15e etappe Ronde van Spanje (individuele tijdrit)
- 21e etappe Ronde van Spanje (individuele tijdrit)

2009
- Clasica Vieira do Minho

2010
- Subida al Naranco
- 2e etappe GP Liberty Seguros
- Eindklassement GP Liberty Seguros

2011
- GP Llodio

## Resultaten in voornaamste wedstrijden
| Jaar | Ronde van Italië | Ronde van Frankrijk | Ronde van Spanje |
| ---- | ---------------- | ------------------- | ---------------- |
| 2002 | opgave           | opgave              |                  |
| 2003 |                  |                     | 44e              |
| 2004 |                  | 49e                 | ↑ (3)            |
| 2007 |                  |                     | 65e              |

| Jaar | Ronde van Lombardije |
| ---- | -------------------- |
| 2002 |                      |
| 2003 | 36e                  |
| 2004 |                      |
| 2007 |                      |